# Бхагвати, Джагдиш
Джагдиш Бхагвати (англ. Jagdish N. Bhagwati; род. 26 июля 1934, Бомбей) — американский экономист индийского происхождения; член Национальной академии наук США (2012).

## Биография
Отец — судья Верховного суда Индии. В семье было семеро детей, один брат Джагдиша стал председателем Верховного суда Индии, другой — знаменитым нейрохирургом.
Учился в Кембридже, Оксфорде и Массачусетском технологическом институте. Преподавал в Индийском статистическом институте, Делийской школе бизнеса, Массачусетском технологическом институте (1968—1980) и Колумбийском университете (с 1980).
Кавалер японского ордена Восходящего солнца (2006). Лауреат премий Ф. Сейдмана (1998), Б. Хармса (1988) и Дж. Р. Коммонса (1995). В честь учёного Journal of International Economics с 2000 года присуждает премию Бхагвати. Является членом редакционного совета журнала Japan and the World Economy.
Супруга Бхагвати — профессор Колумбийского университета Падма Десаи, известный экономист, специалист по экономике России.
Внёс значительный вклад в развитие экономической теории, в частности уделил много внимания такой проблеме, как провалы рынка.
Одна из основных работ Дж. Бхагвати «В защиту глобализации», встреченная критиками положительно, посвящена проблемам и противоречиям центрального явления XXI века — глобализации. Автор даёт аргументированные ответы на критику в адрес глобализации со стороны антиглобалистов — интеллектуально-политического движения, получившего распространения в западных странах, а также проводит границы между политической и экономической глобализацией. В исследовании с научно обоснованных позиций доказано, что глобализация является объективной, и по большей части, позитивной тенденцией мирового развития.

## Основные произведения
- «Свободная торговля сегодня» (Free Trade Today, 2002)
- Джагдиш Бхагвати. В защиту глобализации = In Defense of Globalization (2004). — Ладомир, 2005. — 448 с. — ISBN 5-86218-391-4.